# Józef Lamer
Józef Lamer (ur. 31 sierpnia 1906 w Olkuszu, zm. 2 lutego 1955 we Wrocławiu) – porucznik Armii Krajowej, członek WiN, dydaktyk, ofiara zbrodni komunistycznych.

## Życiorys
Absolwent Wydziału Filozoficzno-Matematycznego Uniwersytetu Warszawskiego. Do 1939 roku pracował jako matematyk i konstruktor broni w zakładach zbrojeniowych w Radomiu oraz w miejscowości Dąbrowa-Bór w województwie lubelskim. W czasie II wojny światowej walczył jako porucznik Armii Krajowej, a po jej rozwiązaniu został członkiem Zrzeszenia Wolność i Niezawisłość (WiN Okręg Lublin).
W 1946 przyjechał do Wrocławia. Organizator i pierwszy dyrektor Technikum Lotniczego na wrocławskim Psim Polu. Od 1951 roku szykanowany przez wrocławski Urząd Bezpieczeństwa Publicznego. Został pozbawiony funkcji dyrektora i zmuszony był do ciągłej zmiany miejsca pracy. Jako matematyk pracował m.in. w Technikum Budowy Maszyn Elektrycznych (późniejsze Technikum Mechaniczno-Elektryczne przy ul. Młodych Techników we Wrocławiu), Technikum Chemicznym we Wrocławiu, jak również w Oleśnicy. Po raz kolejny wezwany na przesłuchanie 1 lutego 1955 roku z poleceniem zabrania ze sobą wszystkich fotografii i dokumentów osobistych. Następnego dnia (2 lutego 1955) w stanie krytycznym odnaleziono go pod drzwiami własnego mieszkania. Zmarł kilka godzin później w szpitalu. Wg innych źródeł został zabity przez funkcjonariuszy UBP podczas przesłuchania. Przez dwa tygodnie rodzinie Józefa Lamera odmawiano prawa do zabrania zwłok z kaplicy szpitalnej, twierdząc, że jako szpieg Stanów Zjednoczonych uciekł za granicę. Po tym czasie zezwolono na zabranie zwłok, zakazując jednocześnie indywidualnego pochówku. Ostatecznie spoczął na cmentarzu katolickim przy ul. Gorlickiej/Zielnej Parafii Rzymskokatolickiej Św. Jakuba i Krzysztofa na wrocławskim Psim Polu. Na fali „odwilży” 1956 roku rodzina Lamera postawiła krzyż z właściwym nazwiskiem na jego grobie. 
Jego córką była Eliza Lamer-Zarawska, profesorka farmakognozji. 
23 listopada 2019 r., podczas jubileuszu 70-lecia Zespołu Szkół nr 18 we Wrocławiu, Hanna Zarawska (wnuczka J. Lamera) odsłoniła tablicę pamiątkową na ścianie budynku poświęconą Józefowi Lamerowi.   